# Marius Jugnet
Marius Jugnet, francoski general, * 1884, † 1970.